# Рюкзачная журналистика
Под термином «рюкзачная журналистика» понимают деятельность специально обученного профессионала, который, используя цифровую ручную камеру, делает репортажи с места событий, выполняя при этом функции целой съёмочной бригады, состоящей из оператора, звукооператора, корреспондента и продюсера.

## История появления термина
Впервые идею самостоятельной съемки репортажей с места событий в жизнь воплотил американский журналист Джон Алперт в начале 60-х гг. XX в. Появившиеся в то время портативные камеры Sony изменили профессию журналистов.
Позже эту идею стали использовать репортёр Билл Джинтл, который снимал репортажи о Южной Америке в конце 90-х гг. для газеты Newsweek. Там он познакомился с другим репортёром, Майклом Розенблюмом.
Майкл Розенблюм был настолько впечатлён методами Билла, что позже стал использовать портативную камеру для съёмки видео по всему миру для National Geographic, PBS и других изданий.
Многое изменилось после теракта 11 сентября в Нью-Йорке. После этого многие новостные агентства создали специальные видеопорталы, куда круглосуточно добавлялись видео произошедшего.
После начала военной операции США и их союзников в Ираке в 2003 г. появился отдельный вид репортёров, так называемых «военных корреспондентов на ногах». Они снимали репортажи в режиме онлайн с места военных действий и выкладывали свои видео в Интернет круглосуточно.
Именно эти события во многом дали старт развитию «рюкзачной журналистики».

## Последствия
В последующие годы профессия журналистов сильно изменилась с появлением сайта Youtube, который некоторые специалисты называют «родоначальником онлайн-видео порталов».
Согласно статистике сайта Comscore, в 2009 году больше 30 % американцев следили за новостями онлайн на специальных интернет ресурсах, включая каналы на Youtube.
Со временем на сайтах ведущих новостных агентств (CNN, CBS, ABS, Reuters, BBC и др.) появились специальные разделы, которые также наполнялись видеоконтентом.
Нельзя не отметить и влияние развития каналов скоростной передачи данных (Wi-Fi, 3G, а позже и 4G). Сейчас большинство устройств имеют доступ в Интернет, что позволяет журналистам, да и просто случайным очевидцам, существенно экономить время на распространение видео по всемирной сети.
За последние 5-6 лет, начиная с 2010 года, резко возросло число журналистов-любителей, которые делают репортажи на камеры своих смартфонов.
Ещё одним следствием развития онлайн-порталов и «рюкзачной журналистики» стало разделение интернет-аудитории на множество групп по интересам. Теперь каждый может смотреть то, что ему нравится и при этом выбирать именно тот источник информации, который ему больше всего подходит.

## Критика, альтернативные точки зрения
Несмотря на очевидные преимущества перед стандартными способами съемки и производства новостей, «рюкзачная журналистика» критикуется за низкое качество снимаемых событий (их незначительность), а также за отсутствие должного уровня комментирования, ведь зачастую очевидцы событий не обладают той речевой грамотностью, которая свойственна профессиональным журналистам.
Как отмечает в своей статье под названием «Что стало с журналистикой?» Кевин Молоуни: «очевидцы событий никогда не смогут заменить профессиональных журналистов, поскольку снимать видео происходящего, выкладывать его в Интернет в течение часа и комментировать не идёт ни в какое сравнение с качественной обработкой новостей и их распространением через информационные выпуски»
Ещё одним очевидным недостатком можно назвать переизбыток информации в Сети, её дублирование на различных порталах.

## Влияние на общество и массовую культуру
Развитие «рюкзачной журналистики» серьёзным образом отразилось на обществе и требованиях аудитории информационных агентств: теперь людям интересно прямое включение и свежая информация с места событий в кратчайшие сроки.
Такое положение дел всерьёз изменило политику компаний: теперь они специально нанимают журналистов-одиночек, поскольку те могут гораздо быстрее добираться до места происшествия и при этом получать меньшую зарплату.
«Рюкзачная журналистика» также повлияла и на тенденции современного кинематографа. Появились новые стили съёмки фильмов: большое количество картин, документальные, художественные, научные снимается в режиме «от первого лица» на специальные портативные камеры.

## Перспективы развития
Профессиональное сообщество журналистов разделилось на сторонников и противников «рюкзачной журналистики».
Противники убеждены, что у данного явления нет практического будущего, и в скором времени традиционная журналистика все же вытеснит с рынка журналистов-любителей.
Сторонники наоборот уверены, что «рюкзачная журналистика» будет продолжать развиваться как количественно, так и качественно.
Под количественным развитием понимается дальнейшее увеличение количества видео-ресурсов, числа журналистов-одиночек, ведь для крупных новостных агентств гораздо выгоднее нанимать именно таких работников. Будет расти и интернет аудитория таких порталов.
Качественное развитие будет происходить за счёт улучшения методов съёмки, речевого оборот журналистов-любителей. Эти параметры не менее важны для успешного конкурирования на рынке журналистики.
Также продолжится тенденция последних лет, связанная с разработкой учебных курсов в рамках университетов и факультетов журналистики.
Например, в рамках Американского университета в Вашингтоне уже несколько лет успешно преподаётся курс лекций и практических семинаров, разработанный известными журналистами Биллом Джинтлом и Томасом Кеннеди.